# Detroit
Detroit er en storby i den amerikanske delstat Michigan. Selve byen Detroit har 639.111 (2020) indbyggere og er den største by i Michigan, mens storbyområdet Metro Detroit har 4.392.041 (2020)  indbyggere. Byen ligger på grænsen til Canada og er en del af Rustbæltet. Den er administrativt centrum i det amerikanske county Wayne County.
Detroit er opkaldt efter det franske ord détroit, som betyder “stræde”. Byen ligger ved Detroit-floden og Lake St. Clair. Den er grundlagt i 1701 af franske pelshandlere og havde i slutningen af 1800-tallet en omfattende industri (fødevare-, stål- og kemisk industri). Detroit er i dag bedst kendt for at være et vigtigt centrum for bilindustri og hovedsæde for "The Big Three": bilproducenterne Ford, General Motors og Chrysler. Den er også kendt for sin musikindustri omkring Motown-studierne, specialiseret i soulmusik. Byen har derfor også kælenavnene "Motor City" og "Motown". Byens største universitet Wayne State University er kendt bl.a. for sin biologiske og medicinske forskning. I 1967 begyndte en omfattende renovering af de centrale dele af byen, og i den forbindelse opførtes det store højhuskompleks "The Renaissance Center" ved floden. I Detroit ligger bl.a. kunstmuseet "Detroit Institute of Art", og i forstaden Dearborn findes Henry Ford Museum.
Byens økonomi er meget afhængig af bilindustrien, og byen har de sidste 30 år haft store sociale problemer. Befolkningen var i 1960 på ca. to millioner, men er nu mere end halveret, hvad der giver omfattende økonomiske problemer. Som en redningsplan har byrådet foreslået at jævne en tredjedel af den allerede slemt forfaldne by med jorden.

## Historie

### 1700-tallet
Den franske officer Antoine de la Mothe Cadillac grundlagde sammen med 51 andre fransk-canadiere fort /Ponchartrain du Détroit i 1701, opkaldt efter greven af Pontchartrain, marineminister under Louis XIV. Frankrig tilbød gratis jord for at lokke familier til Detroit, som voksede til 800 indbyggere i 1765, og derfor blev den største by mellem Montreal og New Orleans.
Francois Marie Picoté, sieur de Belestre (Montreal 1719–93) var den sidste franske kommandør af Fort Detroit (1758–60). Han overgav fortet til briterne den 29. november 1760. Den første bygning, som blev bygget i Detroit, var Ste. Anne de Detroit Catholic Church fra 1701. Under den franske og indianske krig i 1760 fik britiske styrker kontrol over byen og forkortede navnet til Detroit. Byen blev amerikansk efter Jayaftalen i 1796.

### 1800-tallet
Fra 1805 til 1847 var Detroit hovedstaden i Michigan. Detroit faldt til briterne under den britisk-amerikanske krig i 1812, men blev året efter tilbageerobret af USA. Detroit fik sin første borgmester (Solomon Sibley) i 1806 og bystatus i 1815.
Før den amerikanske borgerkrig gjorde byens beliggenhed ved den canadiske grænse den til et knudepunkt for den såkaldte Underground Railroad.

### Første halvdel af 1900-tallet
I slutningen af 1800-tallet og i begyndelsen af 1900-tallet blev mange af byens Gilded Age-villaer og -bygninger bygget (i amerikansk historie refererer Gilded Age til en stor befolkningstilvækst 1877–1890 i USA og en ekstravagant fremvisning af rigdom og brug af penge blandt USA's overklasse efter borgerkrigen , (se Cornelius Vanderbilt, John D. Rockefeller, Andrew Carnegie, Henry Flagler og J.P. Morgan). Detroit blev kaldt "Vestens Paris" på grund af sin arkitektur og den elektriske gadebelysning på Washington Boulevard, som blev sat op takket være Thomas Edison.
Detroit ligger strategisk ved De store søer og blev tidligt et transportknudepunkt. Byen voksede jævnt fra 1830'erne med shipping, skibsbygning og fabriksindustri. Den voksende vognhandel fik Henry Ford til at bygge sin første bil i 1896 i en lejet garage på Mack Avenue, og i 1904 grundlagde han Ford Motor Company. Fords fabrikker og de andre bilpionerer som William C. Durant, Dodge-brødrene, Packard og Walter Chrysler forstærkede Detroits status som verdens bilhovedstad; bilmiljøet opmuntrede også lastbilsproducenter som Rapid og Grabowsky til at stifte egne virksomheder.
Under forbudstiden brugte smuglere Detroitfloden til udsmugling af canadisk alkohol – smuglingen blev i stor grad organiseret af Abe Bernsteins berygtede "Purple Gang".
I 1930'erne opstod der bitre arbejdskonflikter, da bilarbejderforeningerne blev involveret i stridigheder med Detroits bilproducenter. Fagforeningsaktiviteterne gjorde fagforeningsledere som Jimmy Hoffa og Walter Reuther berømte. I 1940'erne blev verdens første urbane sænkede motorvej, Davidson Freeway, bygget.
Samtidig oplevede byen krigsårenes industrielle vækst, som førte til Detroits kaldenavn, "Arsenal of Democracy".

### Anden halvdel af 1900-tallet
Industrien bidrog til en voldsom befolkningstilvækst i første halvdel af 1900-tallet. Detroit tiltrak titusindvis af nye indbyggere, især fra Sydstaterne, og voksede til USA's fjerdestørste by. På samme tid kom der en strøm af europæiske immigranter til byen. Den hurtige tilvækst førte til sociale spændinger. De "farveblinde" regler for forfremmelse på bilfabrikkerne endte i spændinger mellem racer og udløste omfattende uroligheder i 1943.
Konsolideringer i industrien i 1950'erne, især i bilsektoren, øgede konkurrencen om job. Et omfattende motorvejssystem anlagt i 1950'erne og 1960'erne banede vejen for øget pendling. Optøjerne ved 12th Street Riot i 1967 og en ny politik om integration af skolesystemet ved valg af elever til skolerne baseret på race i stedet for geografisk tilhørsforhold, så man kunne undgå rent hvide og sorte skoler, førte til, at en stor del af den hvide befolkning flyttede til de voksende forstæder. Fra dette tidspunkt og til i dag er Detroits indbyggertal halveret fra 1,8 millioner i 1950. I 1974 blev Coleman Young valgt som Detroits første afroamerikanske borgmester og blev dermed den første afroamerikaner, som blev valgt som borgmester i en af USA's større byer. Han blev også den borgmester i Detroit, som sad i embedet i længst tid (til 1993).
Oliekrisen i 1973 og energikrisen i 1979 havde stor påvirkning på amerikansk bilindustri, da mindre biler fra udenlandske producenter holdt deres indtog. Renæssance har været et ofte brugt slagord fra myndighederne, underbygget af opførelsen af Renaissance Center i slutningen af 1970'erne. Dette bygningskompleks af skyskrabere, udtænkt som en by i byen, bidrog til at forsinke, men ikke stoppe, strømmen af virksomheder, som flyttede fra centrum til forstæderne.
I 1980 blev det republikanske landsmøde, som nominerede Ronald Reagan som præsidentkandidat, afholdt i Detroit. På det tidspunkt havde tre årtier med stor kriminalitet, narkotikatrafik og utilstrækkelig politisk handlekraft gjort, at byen var i forfald. I 1980'erne blev forladte bygninger revet ned for at fjerne tilholdssteder for narkopushere, og store dele af byen blev omdannet til øde områder ("Urban Prairies).

### I nyere tid
I 1990'erne oplevede byen en genoplivning hovedsageligt i centrum. I 1993 blev Comerica Tower ved Detroit Center opført som et nyt bidrag til byens skyline. I de følgende år blev der åbnet tre casinoer i Detroit: MGM Grand Detroit, Motor City Casino og Greektown Casino. Nye stadion i centrum blev bygget til holdene Detroit Tigers i 2000 og Detroit Lions i  2002. Byen var vært for Super Bowl og World Series i 2006, og der blev foretaget mange forbedringer i bylandskabet, og i hovedgaderne i centrum ved denne anledning.
Byen har i dag udfordringer med megen kriminalitet, øde og forladte bygninger og bydele med stor arbejdsløshed. Det meste af den positive byudvikling har i de sidste årtier fundet sted i centrum af byen, men forstæderne fremstår fortsat som mere attraktive områder at bo og arbejde i (nogle af dem er blandt de mest velstående i USA). Områderne mellem centrum og bygrænsen (med undtagelse af nogle få bevogtede kvarterer) er i dag forfaldne og blandt de mest lovløse i USA præget af stor arbejdsløshed og manglende sociale tiltag de seneste 40 år.
Tiltagende økonomiske problemer medførte, at byen den 18. juli 2013 måtte indgive konkursbegæring med en samlet gæld på op mod 20 mia. dollars (ca. 115 mia. kr.). Det var den 34. kommunale konkurs i USA siden 2010 og den største nogensinde i USA's historie.

## Geografi

### Topografi
Ifølge United States Census Bureau har byen et totalareal på 370,2 km² og af dette udgør 359,4 km² land og 10,8 km² vand. Detroit er den største og væsentligste by i Detroit-området og det sydøstlige Michigan. Største højde over havet i Detroit er i bydelen University District i det nordvestlige Detroit, lige vest for Palmer Park, med en højde på 204 m.o.h. Detroits laveste område over havet er langs flodbredden 176 m.o.h. Detroit omkranser fuldstændig byerne Hamtramck og Highland Park. Ved den nordøstlige grænse ligger det velstående Grosse Pointe.
Tre vejnet krydser byen: Det originale franske mønster, radiale avenuer fra det Washington D.C.-inspirerede system og Mile Road-systemet fra Northwest Ordinance-systemet. Byen ligger nord for Windsor i Ontario, hvilket gør Detroit til den eneste større by langs den amerikansk-canadiske grænse, hvor man rejser mod syd for at komme over til Canada. Detroit har fire grænseovergange: Ambassador Bridge og Detroit-Windsor-tunnelen sørger for biltrafikken over grænsen; Michigan Central Railway Tunnel gør jernbanetransport til og fra Canada mulig. Den fjerde grænseovergang er Detroit-Windsor Truck Ferry ved Windsor Salt Mine og Zug Island. Ikke langt fra Zug Island ligger den sydvestlige del af byen ovenover en 6 km² stor saltmine 335 m under jorden.

### Klima
Detroit og resten af det sydøstlige Michigan har et kontinentalt klima, som påvirkes af de store søer. Vintrene er kolde med moderate mængder sne, og nattemperaturerne kryber fra tid til anden under -12 °C, mens somrene er varme, ofte med temperaturer på over 32 °C. Den gennemsnitlige månedlige nedbør er 50–100 mm.
Sne falder mellem november og tidlig april.
| Månedlige normaltemperaturer |       |      |      |      |      |      |      |      |      |      |      |      |
| Måned                        | Jan   | Feb  | Mar  | Apr  | Maj  | Jun  | Jul  | Aug  | Sep  | Okt  | Nov  | Dec  |
| Normal høj °C                | – 0,5 | 0,5  | 6,5  | 14,5 | 21   | 26   | 28,5 | 27   | 23,5 | 16,5 | 9    | 1,5  |
| Normal lav °C                | –9    | –8   | –3   | 3    | 9    | 14   | 16,5 | 15,5 | 11,5 | 5    | 0    | –5,5 |
| Nedbør (mm)                  | 48,2  | 43,1 | 61,0 | 76,2 | 73,6 | 91,4 | 78,7 | 86,3 | 71,1 | 55,8 | 68,5 | 63,5 |
| Kilde: USTravelWeather.com   |       |      |      |      |      |      |      |      |      |      |      |      |

## Bylandskab

### Arkitektur
Detroit viser ved flodbredden stor arkitektonisk variation. De postmoderne, nygotiske spir på Comerica Tower ved Detroit Center (1993) blev tegnet, så de harmonerer med byens art deco-skyskrabere. Sammen med Renaissance Center danner de en distinkt og genkendelig skyline. Eksempler på art deco findes blandt andet i Guardian Building og Penobscot Building i centrum, og Fisher Building og Cadillac Place i New Center-området nær Wayne State University. Blandt byens prominente bygninger kan nævnes Fox Theatre, Detroit Opera House og Detroit Institute of Arts.
Mens centrum og New Center-områderne har høje huse og skyskrabere, består de fleste af de omkringliggende dele af byen af lavt byggeri og fritstående boliger. Bydele som blev bygget før anden verdenskrig er præget af datidens arkitektur med bindingsværk og murværk i arbejderklasseområderne, større murede huse i middelklasseområderne og store, udsmykkede villaer i bydele som Brush Park, Woodbridge, Indian Village, Palmer Woods og Sherwood Forest. De ældste bydele findes langs Woodward og Jefferson Avenue, mens områderne fra 1950'erne ligger længere mod vest, nærmere 8 Mile Rd. Nogle af de ældste bydele er Corktown, en arbejderklassebydel med tidligere irsk islæt, og Brush Park. Begge disse bydele oplever nu byfornyelse og opførelse af nye boliger i milliondollarklassen.
Flere af byens arkitektoniske væsentlige bygninger fremgår af National Register of Historic Places og byen har en af USA's største nuværende samlinger af bygninger fra slutningen af 1800-tallet og begyndelsen af 1900-tallet.
Der findes flere kirker af arkitektonisk værdi, blandt andet St. Joseph Catholic Church og Saint Anne de Detroit Catholic Church.

### Nye tiltag
Det er betydelig aktivitet indenfor byplanlægning og beskyttelse af bygninger og arkitektur. Flere af byens byfornyelsesprojekter, hvoraf Campus Martius Park er en af de mest betydelige, har revitaliseret dele af byen.
Detroit International Riverfront omfatter blandt andet en delvis færdig 6 km lang promenade langs floden med en kombination af parker, boligblokke og forretningsgader, fra Hart Plaza til MacArthur Bridge, som går til Belle Isle (den største øpark i en amerikansk by). Langs floden ligger også Tri-Centennial State Park and Harbor, Michigans første urbane delstatspark.

### Bydele
På listen af kvarterer og bydele på National Register of Historic Places finder man blandt andet Lafayette Park, som er del af bydelen Mies van der Rohe. På lørdage handler ca. 45.000 på byens historiske Eastern Market.
Midtown- og New Center-området ligger omkring Wayne State University og Henry Ford Hospital. Midtown har ca. 50.000 indbyggere, men tiltrækker millioner af besøgende hvert år til sine museer og kulturinstitutioner; for eksempel har Detroit Festival of the Arts i Midtown et besøgstal på omtrent 350.000. Bydelen University Commons-Palmer Park i det nordvestlige Detroit ligger nær University of Detroit Mercy og Marygrove College, og har historiske kvarterer som Palmer Woods, Sherwood Forest og Green Acres.

## Kultur

### Underholdning, teater og musik
Musik har været en vigtig del af Detroits kulturliv siden slutningen af 1940'erne, og har givet byen anerkendelse under navnet Motown. Detroit-området har to nationalt kendte koncertarenaer: DTE Energy Music Theatre og The Palace of Auburn Hills. Teaterdistriktet i Detroit er USA's næststørste.
Større teatre er Fox Theatre, Music Hall, Gem Theatre, Masonic Temple Theatre, Detroit Opera House, Fisher Theatre og Orchestra Hall, som huser det anerkendte Detroit Symphony Orchestra
Af vigtige musikbegivenheder finder man blandt andet Ford Detroit International Jazz Festival, Detroit Electronic Music Festival, Motor City Music Conference (MC2), Urban Organic Music Conference, Concert of Colors og hip-hop Summer Jamz festival.

#### Tidlig rock, blues og jazz
I 1940'erne boede blues-musikeren John Lee Hooker i bydelen Delray i den sydvestlige del af i byen. Hooker forlod i lighed med andre væsentlige bluesmusikere Mississippi og bragte Delta bluesen til nordlige byer som Detroit. Bill Haley fra Highland Park havde en af de første rockhits i 1955 med Rock Around the Clock. I 1950'erne blev byen et centrum for jazz med kendte jazzmusikere, som spillede i bydelen Black Bottom.
Blandt væsentlige jazzmusikere fra Detroit i 1960'erne kan nævnes trompetisten Donald Byrd, som spillede med Art Blakey & the Jazz Messengers tidligt i sin karriere, og saxofonisten Pepper Adams, som blandt andet spillede med Byrd på flere album. Graystone International Jazz Museum dokumenterer jazz i Detroit.

#### Motown
Berry Gordy Jr. grundlagde pladeselskabet Motown Records, som blev internationalt kendt i 1960'erne og i begyndelsen af 1970'erne med kunstnere som Stevie Wonder, The Temptations, The Four Tops, Smokey Robinson & The Miracles, The Supremes, Jackson 5, Martha & the Vandellas og Marvin Gaye. "The Motown Sound" spillede en betydelig rolle i populærmusikkens udvikling, da det var det første pladeselskab ejet af en afroamerikaner, og som hovedsageligt også kun havde afroamerikanske kunstnere på lønningslisten. Gordy flyttede Motown til Los Angeles i 1972 for at starte en filmproduktion, og selskabet er ikke vendt tilbage til Detroit.
Aretha Franklin er en anden R&B-stjerne fra Detroit, som er forbundet med Motown, selvom hun aldrig har lavet indspilninger for Berrys Motown-selskab. Hun bor forøvrigt fortsat i området, i den velstående forstad Bloomfield Hills.

#### Detroit Rock City
Detroit-rocken begyndte at gøre sig gældende midt i 60'erne, da garagerock-grupper som ? & the Mysterians dukkede op i byen. Detroit-bands som MC5 og The Stooges lavede deres egen helt særegne, støjende form for garagerock – denne blev væsentlig for udviklingen af punk i 1970'erne, hvor Detroit derudover bidrog med to af glamrockens største musikere, Alice Cooper og Iggy Pop.
Efter dette lå Detroit-rocken i dvale en stykke tid før The White Stripes og The Von Bondies førte an i en ny bølge af garagerock fra Detroit i det 21. århundrede sammen med andre grupper som The Dirtbombs, Electric Six, The Hard Lessons og The Enemy Squad. Af andre kunstnere fra Detroit i nyere tid kan nævnes Sponge, Kid Rock, Uncle Cracker, Eminem, Obie Trice og Aaliyah

### Turisme
Mange af områdets kendte museer ligger i det historiske Detroit Cultural Center omkring Wayne State University. Blandt museerne kan nævnes Detroit Institute of Arts, Detroit Historical Museum, Charles H. Wright Museum of African American History, Detroit Science Center og Detroit Public Library's hovedafdeling. Andre kulturelle højdepunkter er Motown Historical Museum, Tuskegee Airmen Museum, Fort Wayne, Dossin Great Lakes Museum, Museum of Contemporary Art Detroit, Contemporary Art Institute of Detroit og Belle Isle Conservatory. Vigtig historie om Detroit og omegn findes på The Henry Ford, USA's største indendørs og udendørs museumskompleks.
Andre interessante steder er Detroit Zoo og Anna Scripps Whitcomb Conservatory på Belle Isle.

## Sport

### Holdsport
Detroit er et af 13 amerikanske metropolområder som er hjemsted for professionelle hold fra alle de fire store sportsgrene i Nordamerika. Alle disse hold, med undtagelse af et, spiller i selve byen. (NBA-holdet Detroit Pistons og WNBA-holdet Detroit Shock spiller begge i forstaden Auburn Hills i The Palace of Auburn Hills). Det findes tre store sportanlæg i byen: Comerica Park (MLB-holdet Detroit Tigers' hjemmebane), Ford Field (NFL-holdet Detroit Lions' hjemmebane) og Joe Louis Arena (NHL-holdet Detroit Red Wings' hjemmebane.

### Sejlads
Sejlads er en stor sportsgren i Detroitområdet. St. Clairsøen huser mange yachtklubber, som arrangerer regattaer. Bayview Yacht Club, Detroit Yacht Club, Crescent Sail Yacht Club, Grosse Pointe Yacht Club, Windsor Yacht Club og Edison Boat Club deltager alle i og er styret af Detroit Regional Yacht-Racing Association (DRYA).

### OL-ansøgninger
Detroit har den tvilsomme ære af at have været den by med de fleste bud på at arrangere sommer-OL uden nogensinde at være blevet tildelt dem: syv mislykkede bud på legene i 1944, 1952, 1956, 1960, 1964, 1968 og 1972. Byen endte to gange som en god nummer to, men tabte 1964-legene til Tokyo og 1968-legene til Mexico by.

## Økonomi
Detroitområdet er et betydeligt industricentrum, mest kendt som hjemstedet for de tre store bilproducenter, General Motors, Ford og Chrysler. Byen er et vigtigt centrum for global handel, og store internationale advokatfirmaer har kontorer i både Detroit og Windsor. Omtrent 80.500 personer arbejder i centrum af Detroit, hvilket svarer til 21 % af byens beskæftigede.
Det er omkring 4.000 fabrikker i området. Den nationale bilindustri har alle sine hovedkvarterer i Detroitområdet (GM i Detroit, Ford i Dearborn og Chrysler i Auburn Hills). Fremstilling, salg og jobs relateret til brug af biler står for ca. hvert tiende job i USA. Detroit er også et vigtigt område for ingeniørbranchen.

### Bilindustrien
Detroitområdet er påvirket af de økonomiske cykluser inden for bilindustrien En forøgelse af automatiseret produktion ved hjælp af robotteknologi, billig arbejdskraft i andre dele af verden og øget konkurrence har ført til forandringer af visse typer af industrijobs i området. Lokale besværligheder for byen er dens højere ejendomsskatter end de nærliggende forstæder, som gør at mange ikke har råd til eget hus. I juni 2008 var arbejdsløsheden i Detroitområdet på 9.7%. I selve byen var arbejdsløsheden på 14,2% i slutningen af 2005, og dette gør, at mere end en tredjedel af Detroits indbyggere lever under fattigdomsgrænsen.
De tre store bilproducenter har alle tabt markedsandele til udenlandske konkurrenter. Dog har bilproducenterne i Detroit forøget produktionen i forhold til tidligere årtier ved udvidelse af amerikanske og globale bilmarkeder.

### Nye erhverv
Et antal firmaer i forstæderne beskæftiger sig med moderne teknologier som bioteknologi, nanoteknologi, informationsteknologi og brændselscelleudvikling. Byen Detroit prøver at tiltrække regionens voksende selskaber til centrum med fordele som trådløse netværkszoner, lavere firmaskatter og forskellige infrastrukturelle miljøtiltag. Byen har haft nogen succes med denne strategi, således er Compuwares hovedkvarter, OnStars' og EDS's kontorer flyttet til Renaissance Center. Dog flyttede banken Comerica sit hovedkvarter til Dallas i 2007.

### Firmaer i Detroit
Store firmaer med hovedkontor i Detroit er Fortune 500-selskaberne General Motors, American Axle & Manufacturing og DTE Energy. Detroit er også hjemsted for Compuware og den amerikanske pizzakæde Little Caesars. Andre firmaer med store afdelinger i Detroit er Electronic Data Systems, Visteon, Delphi, Ford Motor Company (som holder til i Dearborn, en forstad til Detroit), PricewaterhouseCoopers, Ernst & Young, Deloitte, KPMG, Jeep og Chryslers underafdeling Dodge, GMAC og OnStar. Andre store industrier er reklame, advokatvirksomhed, finans, kemikalier og IT. Et af USA's største advokatfirmaer Miller, Canfield, Paddock & Stone har kontor i både Windsor og Detroit.

### Casinovirksomhed
Casinogambling spiller en stadig vigtigere rolle, da Detroit er den største by i USA med casinoer. Caesars Windsor, som er Canadas største casino, komplimenterer MGM Grand Detroit, MotorCity Casino og Greektown Casino i Detroit. Selv om casinoerne har bragt nye skatteindtægter og arbejdspladser til byen, har byen fortsat stor arbejdsløshed. Detroit var i 2007 USA's femtestørste spillemarked. Hvis man medregner casinoet i Windsor ligger byen som nummer 3 eller 4.
I 2006 brugte byen 1,3 milliarder dollar på restaurering og nye byggeprojekter, som forøgede antallet af jobs inden for byggebranchen. Sygehusene Detroit Medical Center og Henry Ford Hospital er store arbejdsgivere.

## Demografi
En rapport fra 2007 viste, at medianindtægten for en husholdning i Detroit er 34.512$, en stigning på 12% fra 2000. Ifølge United States Census Bureau var der 951.270 indbyggere, 336.428 husholdninger og 218.341 familier bosat i byen. Befolkningstætheden var 2.646,7 km2. Der var 375.096 boliger. Byens befolkningstal voksede mere end seks gange i løbet af den første halvdel af 1900-tallet, hovedsageligt ved tilflytning af østeuropæiske og libanesiske immigranter og migranter fra sydstaterne, som søgte arbejde i den voksende bilindustri. Dog har byen siden 1950 oplevet en voldsom udflytning til forstæderne. Byens indbyggertal faldt fra sit højeste i 1950 med et indbyggertal på 1.849.568 til 916.952 i 2007. Dette kan delvis forklares med udbygningen af et omfattende motorvejssystem og udflytning blandt folk med europæisk baggrund.
Ifølge folketællingen i 2000 var 81,6% af Detroits indbyggere af afroamerikansk afstamning, 12.3% af europæisk afstamning, 1% af asiatisk afstamning, 0,3% af indiansk afstamning, 0,3% af oceanisk afstamning. 5% af befolkningen var af latin-amerikansk afstamning.
Detroitområdet har det største antal af belgiere udenfor Belgien; Cadieux Street på byens østside nord for Grosse Pointe var hjertet af et af vældig få distinkte belgiske kvarterer i USA tidligt og midt i det 20. århundrede. Detroitområdet (især Dearborn) har USA's største antal muslimer.

## Udøvende magt og forvaltning
Byens politiske administration består af en borgmester og ni byrådsmedlemmer samt en rådmand, som er på valg hvert fjerde år i året efter præsidentvalget i USA. Kandidaterne vælges stort set uafhængigt af partitilhørsforhold. Siden 1974 har Detroit haft et system, hvor borgmesteren har megen magt, for eksempel behøver borgermesteren ikke at følge budgetøremærkninger, som er fremlagt af byrådet, dog skal bystyret godkende større kontrakter.
Detroits domstole administreres af staten og valg er individuelt baseret og uafhængig af partifarve. Probate Court for Wayne County ligger i Coleman A. Young Municipal Center i centrum af Detroit. Circuit Court ligger i Frank Murphy Hall of Justice, også i Detroits centrum.

### Politik
Politisk støtter byen overordnet Demokratene i statlige og nationale valg (lokale valg er ikke baseret på partifarve). Ifølge et studie fra Bay Area Center for Voting Research er Detroit den mest liberale storby i USA, baseret på antallet af byens indbyggere, som stemte på det demokratiske parti.
Byudvikling i Detroit har været et vigtigt emne i Detroit i mange år. I 1973 valgte byen sin første sorte borgmester, Coleman Young. Til trods for forsøg på at forbedre byen blev hans kæmpende stil under de første fem år under hans tid som borgmester ikke taget godt i mod blandt byens hvide befolkning. Borgmester Dennis Archer, en tidligere overdommer i Michigans højesteret, genformulerede byens mål om udvikling mod en plan for tre casinoer i centrumsområdet.

### Kriminalitet
Selv om kriminaliteten i Detroit er reduceret i de senere årtier (i 1986 blev der i gennemsnit skudt og dræbt et barn hver dag), havde byen det sjettestørste antal af voldelige forbrydelser blandt de 25 største byer i USA i 2006. Og byen har i følge tal fra 2003 over fem gange så mange drab som det nationale gennemsnit i USA, hvilket har gjort byen berygtet. Byen har gjort forsøg på at koncentrere brugen af resurser til centrum af byen, og en undersøgelse fra 2006 viser, at kriminalitet i centrum af Detroit er meget lavere end det nationale gennemsnit. Ifølge en analyse fra 2007 kunne bystyret påvise, at mellem 65 og 70% af drabene i byen var narkorelaterede. Som mange andre grænsebyer har Detroit et stadigt problem med smugling af blandt andet narkotika, mennesker og af varer for at undgå beskatning. I en omstridt analyse fra 2007 blev Detroit rangeret som USA's farligste by foran St. Louis og Los Angeles.

## Uddannelse

### Højere uddannelse
Detroit har flere institutioner, der tilbyder højere uddannelse, som for eksempel Wayne State University, et nationalt forskningsuniversitet for medicin og jura i bydelen Midtown. Andre uddannelsesinstitutioner er University of Detroit Mercy med jura og odontologi, College for Creative Studies, Lewis College of Business, Marygrove College og Wayne County Community College. Detroit College of Law, som nu er tilknyttet Michigan State University blev etableret i byen i 1817, og blev senere flyttet til Ann Arbor i 1837. I 1959 blev en anden afdeling af University of Michigan etableret i Dearborn.

### Lavere uddannelse

#### Offentlige skoler
Med 116.000 elever er Detroit Public School (DPS) det største skoledistrikt i Michigan og omfatter 220 skoler samt offentlige specialskoler med alternativ pædagogisk læring.

#### Private skoler
Detroit har mange forskellige private skoler samt romersk-katolske skoler som administreres af det katolske bispedømme i Detroit.

## Infrastruktur

### Transport
Med sin nærhed til Canada og sine faciliteter; havne, veje, jernbaneforbindelser og internationale lufthavne er Detroit et vigtigt transportcentrum. Byen har tre internationale grænseovergange, Ambassador Bridge, Detroit-Windsor Tunnel og Michigan Central Railway Tunnel, som forbinder byen til Windsor, Ontario. Ambassador Bridge er den travleste grænseovergang i Nord-Amerika, og 27% af den totale handel mellem USA og Canada går over denne bro.

#### FlytrafikLines
Detroit Metropolitan Wayne County Airport (DTW) er områdets hovedlufthavn, ligger i den nærliggende by Romulus, er en af Delta Air ' hovedbaser og er Spirit Airlines' anden hovedbase. Bishop International Airport (FNT) ligger i Flint og er den næstmest travle rutelufthavn i regionen. Coleman A. Young International Airport (DET), tidligere kaldt Detroit City Airport, ligger i det nordøstlige Detroit. Selv om Southwest Airlines tidligere fløj fra denne lufthavn, er det i dag kun charterflyvning og hobbyflyvning, der finder sted der. Willow Run Airport, i den vestlige del af Wayne County nær Ypsilanti, er en hobby- og varetransportslufthavn.

#### Offentlig transport
Bus er regionalt set den eneste offentlige transport af betydning. Detroit Department of Transportation (DDOT) sørger for rutetrafik indenfor bygrænsen og Suburban Mobility Authority for Regional Transportation (SMART) sørger for bustrafik i forstæderne. Grænsetrafik mellem centrumområderne i Windsor og Detroit bliver udført af Transit Windsor via Tunnel Bus.

#### Hovedfærdselsårer
Detroitområdet har et veludbygget motorvejssystem, administreret af Michigan Department of Transportation. Byen er et krydsningspunkt for tre Interstate highways. Detroit er forbundet via Interstate Highway 75 og Interstate Highway 96 til Kings Highway 401 videre mod større byer i Ontario som London og Toronto.

## Venskabsbyer
Detroit har bl.a. følgende venskabsbyer:
- Dubai, Forenede Arabiske Emirater
- Kitwe, Zambia
- Minsk, Hviderusland
- Nassau, Bahamas
- Toyota, Japan
- Basra, Irak

## Kendte personer med tilknytning til Detroit
- Alice Cooper, rockmusiker
- Dodge-brødrene (John and Horace), bilindustri
- Henry Ford, bilindustri
- Henry Ford II, bilindustri
- Aretha Franklin, sanger
- Marvin Gaye, sanger
- Bill Haley, rockmusiker
- Jimmy Hoffa, fagforeningsleder
- Gordie Howe, ishockeyspiller
- Charles Lindbergh, flypioner
- Joe Louis, professionel bokser – verdensmester 1937-49
- Harry Morgan, TV-skuespiller i bl.a. i serien M*A*S*H
- Iggy Pop, musiker
- Sugar Ray Robinson, professionel bokser – verdensmester
- Diana Ross, sangerinde
- Stevie Wonder, musiker
- Garry Tallent, bassist i Bruce Springsteen & The E Street Band
- Eminem, hiphop-kunstner
- Rucka Rucka Ali, rapper og komiker